# 吕小雨
呂小雨（2000年7月4日—），中國內地女演員。

## 演藝經歷
呂小雨生於河北，4歲接觸雜技，8歲進入雜技團。
2013年，參加《直通春晚》，與河北雜技團一齊表演節目《蔬菜總動員》，飾演蜜蜂小精靈。
2016年9月，參加綜藝節目《夏日甜心》，在第八期中大秀演技及挑戰“十秒落淚”。
2017年4月，呂小雨首部影視作品《絕望者遊戲》上映。在這個電影裡，呂小雨飾演五位自殺者之一，父母離婚而導致離家出走，試圖以溺水自殺來博得關愛。
2018年4月，参加腾讯视频青春成长类综艺节目《創造101》。

## 演出作品

### 電視劇
| 年份   | 劇名               | 角色        | 備註   |
| ------ | ------------------ | ----------- | ------ |
| 2017年 | 青春最好時         | 小菲菲      |        |
| 2018年 | 快把我哥帶走       | 苗妙妙      |        |
| 2019年 | 陪你到世界之巔     | 陆依依      | 網絡劇 |
| 2019年 | 水墨人生           | 阮秋水      | 網絡劇 |
| 2020年 | 時光與你都很甜     | 林星辰      | 網絡劇 |
| 2020年 | 青青子衿           | 闻人隽      | 古裝劇 |
| 2021年 | 新人类！男友会漏电 | 纪念        | 網絡劇 |
| 2023年 | 骑着鱼的猫         | 施花花      | 網絡劇 |
| 2023年 | 大三女生           | 周艳红      |        |
| 2023年 | 亲爱的天狐大人     | 祁元宝/碧川 | 網絡劇 |
| 2023年 | 风月变             | 唐千月      | 網絡劇 |
| 2024年 | 小城故事多         | 曲文文      |        |
| 2024年 | 我的少年时代       | 卫星        | 網絡劇 |
| 2024年 | 芥子时光           | 林星辰      | 客串   |
| 2025年 | 与晋长安           | 巧儿        |        |
| 待播   | 夜燕白             |             | 網絡劇 |
| 待播   | 天方夜谭           | 曾倩        | 網絡劇 |
| 待播   | 遇人不熟           | 厉晨霏      | 網絡劇 |

### 電影
| 年份   | 劇名       | 角色   | 備註 |
| ------ | ---------- | ------ | ---- |
| 2017年 | 絕望者遊戲 | 溺水者 |      |

### 綜藝
- 創造101
- 密室逃脫·暗夜古宅
- 美食告白季

## 外部連結
- 呂小雨Rain的新浪微博